# Diamesa leona
Diamesa leona är en tvåvingeart som beskrevs av Roback 1957. Diamesa leona ingår i släktet Diamesa och familjen fjädermyggor. Inga underarter finns listade i Catalogue of Life.